# Adelpha capucinus
Adelpha capucinus is een vlinder uit de onderfamilie Limenitidinae van de familie Nymphalidae. De wetenschappelijke naam van de soort werd als Papilio capucinus in 1775 gepubliceerd door Johann Ernst Immanuel Walch.